# Crise migratoire en Amérique centrale
Une crise migratoire en Amérique centrale, aussi connue sous le nom de caravanes de migrants, est provoquée lors de la Pâques 2017 et de nouveau, de la Pâques 2018, par Pueblo Sin Fronteras (en), une organisation basée en Amérique du Nord qui appelle à l'ouverture des frontières. L'organisation fait se déplacer des milliers de réfugiés du Honduras vers la frontière des États-Unis.
En octobre 2018, une nouvelle caravane est lancée, avec le soutien indirect de Pueblo Sin Fronteras. L'affaire, en pleine campagne électorale avant les élections de mi-mandat, provoque une réaction de la part de l'administration Trump qui déploie 5 200 soldats sur la frontière, en plus des 2 100 de la garde nationale déjà présents.

## Formation de la caravane
La majorité de la caravane s'est réunie le 13 octobre 2018 à San Pedro Sula au Honduras, pour fuir le pays en vue de rejoindre les États-Unis. La caravane est formée majoritairement de Honduriens, mais aussi de Salvadoriens.
Une caravane d'environ 15 000 migrants part du Honduras en décembre 2018, avec pour destination l'État mexicain du Chiapas.
Une caravane de 6 000 à 9 000 personnes se forme au Honduras en novembre 2020 et est bloquée à la frontière guatémaltèque en janvier 2021.

## Crise au Honduras
Le Honduras est l'un des pays les plus pauvres et le plus violent de l'Amérique centrale. Le pays a connu un coup d'État en 2009 et est l'un des pays les plus inégalitaires au monde, alors que le taux de pauvreté s’élève à 64,3 % en 2018.
La ville de San Pedro Sula, d'où sont partis les migrants, a enregistré des records mondiaux pour son taux d'homicides. En avril 2013, la localité, gangrénée par le gang Mara 18, a été désignée comme étant la ville la plus dangereuse du monde, ville où l'insécurité est la plus forte, avec un taux d'homicides de 171,2 pour 100 000 habitants. La sécheresse est aussi l'une des causes d'émigration.
Selon l'analyste Christophe Ventura, « pris en étau entre pauvreté extrême et ultraviolence, de plus en plus de Honduriens choisissent de fuir leur pays, poussés par le désespoir le plus extrême ». Un responsable politique hondurien d'opposition considère en effet que les migrants « ne courent pas après le rêve américain, ils fuient le cauchemar hondurien ».
Pour la seule année 2021, environ 400 000 Honduriens, soit près de 2 % de la population, ont tenté de quitter le pays.

## Crise au Guatemala

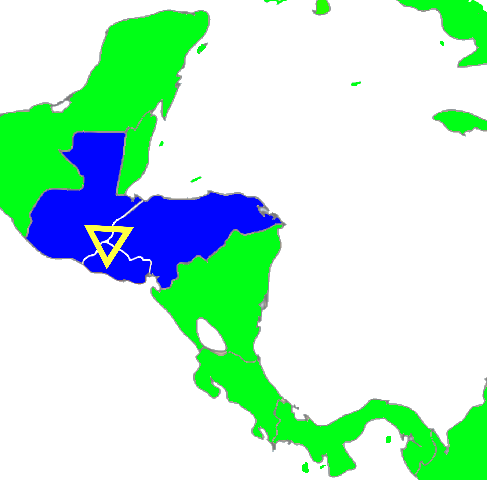
Les trois pays du Triangle du Nord avec,dans le petit triangle, le tripoint.

Les trois pays (Salvador, le Guatemala et le Honduras) constituent l'une des zones, hors guerre, les plus meurtrières au monde avec un taux de morts violentes extrêmement élevé. Selon les chiffres des Nations unies, il y avait en 2011, 39 homicides pour 100 000 habitants au Guatemala, 69 au Salvador et 92 au Honduras,.
Des Guatémaltèques rejoignent la caravane après le passage de la frontière entre le Guatemala et le Honduras.

## Crise au Salvador
Le Salvador est également fortement atteint par la pauvreté et la criminalité, poussant une partie de sa population à essayer de s'exiler.
La pauvreté affecte 41,6% de la population – 49,3% en milieu rural –. Près de 2 millions de Salvadoriens vivent, illégalement ou non, aux États-Unis, soit près d'un tiers de la population du pays. Les remesas (argent que les émigrés envoient à leur famille) représentent 17,1% du PIB en 2016. 7 % du territoire est sous concession minière. Le Salvador compte en 2015 quelque 160 multimillionnaires, dont la fortune cumulée représente 21 milliards de dollars, soit l'équivalent de 87 % du PIB du pays. D'après Oxfam, un niveau aussi élevé d'inégalités ralentit le développement du pays et perpétue la pauvreté.
Entre 200 et 300 jeunes Salvadoriens quittent chaque jour le pays de 6,7 millions d'habitants pour tenter de rejoindre les États-Unis.

## Passage de la frontière entre le Guatemala et le Mexique
Le 29 octobre 2018, des milliers de migrants ont traversé la frontière entre le Guatemala le Mexique. Ils ont traversé le fleuve Suchiate.
Un millier d'entre eux ont été bloqués sur un pont. Certains sont passés à la nage, d'autres ont formé une chaîne humaine. Les gardes frontières empêchant leur avancée, il y a eu des jets de pierres et plusieurs morts et blessés à la suite de ces heurts.
En juillet 2019, le Guatemala accepte à l'issue d'un accord signé avec les États-Unis d'accueillir sur son territoire les demandeurs d’asile aux États-Unis. L'accord est très critiqué, tant aux États-Unis où il est reproché à l'administration Trump de reconnaitre le Guatemala comme « pays tiers sûr » alors que les niveaux de pauvreté et de criminalité y sont particulièrement élevés, qu'au Guatemala, où les organismes chargés de prendre en charge cet accueil font face à un manque patent de moyens. Afin de faire signer l'accord au Guatemala, les États-Unis avaient menacé d'augmenter les taxes sur ses produits et sur les envois de fonds de ses émigrés.

## Conséquences aux États-Unis

### Au niveau politique

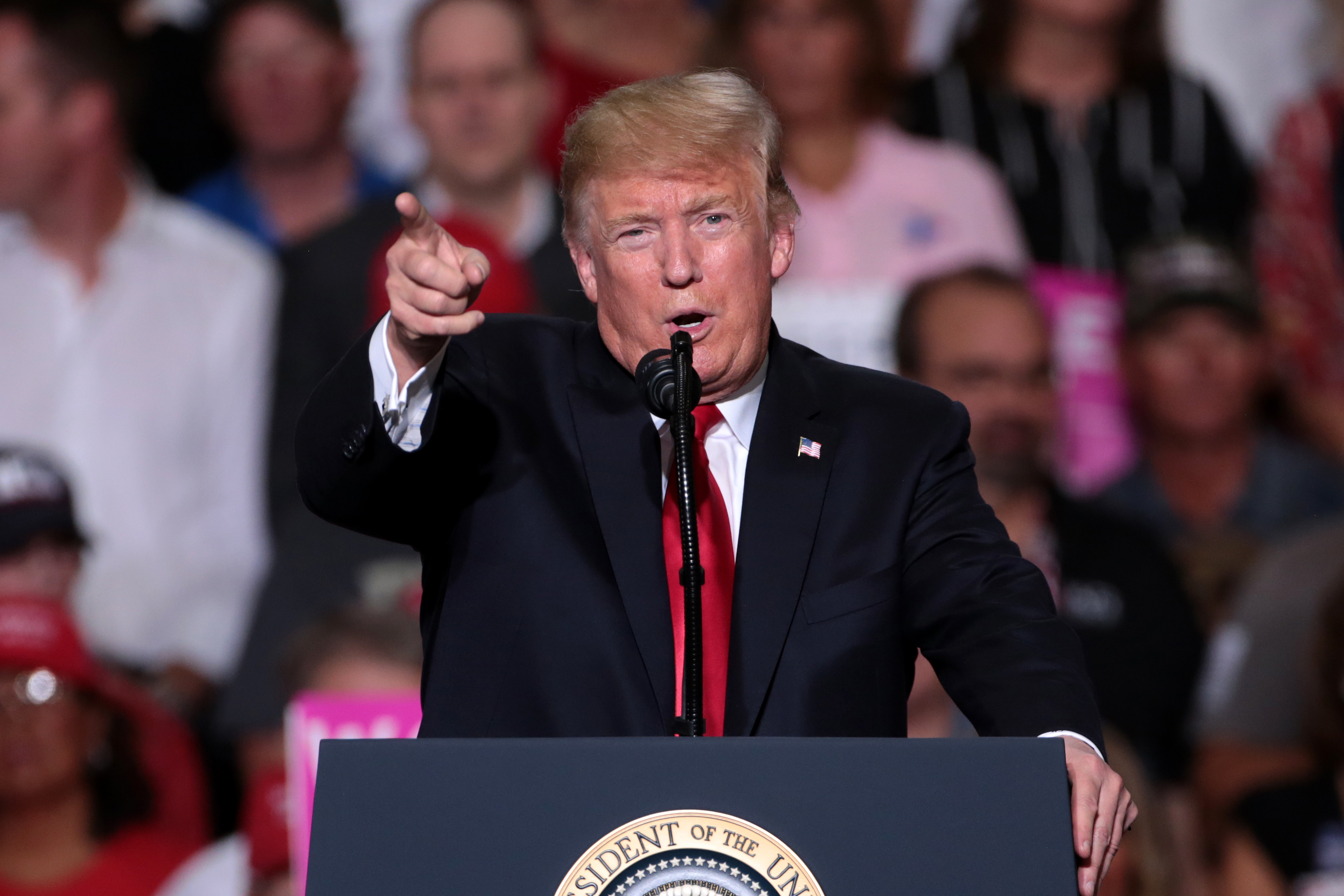
Donald Trump en campagne dans l'Arizona pour soutenir Martha McSally et Doug Doucey, le 19 octobre 2018.

Les États-Unis sont en pleine période de campagne électorale, dans le cadre des élections de mi-mandat, en vue de renouveler le Sénat et le Congrès. L'élection s'est déroulée le 6 novembre 2018.
La fin de la campagne est marquée par le thème de l'immigration, avec le voyage d'une caravane de plusieurs milliers de migrants honduriens à travers le Mexique pour rejoindre les États-Unis, et la formation d'une autre caravane d'un millier de migrants au Guatemala qui semble vouloir prendre le même chemin, dont Donald Trump se sert comme argument afin de mobiliser l'électorat républicain. Le président évoquant "un assaut" contre les États-Unis, accusant "le Parti démocrate [d']encourag[er] des millions d'étrangers illégaux à enfreindre nos lois et violer nos frontières et submerger notre pays", et avançant (sans apporter de preuves) que des terroristes du Moyen-Orient et des membres du gang salvadoriens ultra-violent MS-13 auraient infiltré la caravane hondurienne. Son vice-président Mike Pence accuse lui le gouvernement vénézuélien d'extrême-gauche et des groupes politiques honduriens de gauche d'avoir organisé les caravanes. Il est à noter que l'immigration clandestine est une des principales préoccupations politiques des électeurs républicains alors qu'elle est l'une des moins importantes pour les électeurs démocrates.
Le 31 octobre 2018, Donald Trump réaffirme vouloir mettre fin au droit du sol.
Le 28 novembre 2018, le rapporteur suisse de l'ONU, le Zurichois Nils Melzer s'en prend aux États-Unis dans une lettre ouverte et rappelle que les Américains doivent se conformer au droit international sur les migrants qui se dirigent du Mexique vers les États-Unis. Il dénonce la militarisation de cette question.

### Actions menées
Donald Trump a annoncé la venue de 5 000 soldats à la frontière entre les États-Unis et le Mexique[réf. souhaitée].
En octobre 2018, les États-Unis annoncent réduire l'aide économique accordée au Honduras, lui reprochant de ne pas suffisamment agir contre l'émigration. La décision pourrait avoir de lourdes conséquences pour le Honduras : « Le pays, qui exporte très peu, ne sera pas en mesure de défendre sa souveraineté politique et économique », souligne l'analyste Christophe Ventura, qui parle de « cercle vicieux » ; « La ligne défendue par Donald Trump est de continuer à sous-traiter la gestion des migrations aux pays d’origine, sans aider à résorber les problèmes sociaux qui engendrent ces situations de détresse et poussent les gens à l’exil. »
Le 25 novembre 2018, le poste-frontière de San Ysidro est fermé pendant plusieurs heures à la suite de l'afflux de migrants à la frontière.

## Conséquences au Mexique
En septembre 2018, Andrés Manuel López Obrador, déclare notamment que « nous allons convaincre les États-Unis que le problème migratoire ne se résout pas en construisant des murs ou en utilisant la force, c’est un travail diplomatique fait de respect, nous n’allons pas nous battre avec le gouvernement des États-Unis, nous n’allons pas nous battre avec le président Donald Trump ».
Le Mexique est pris en étau entre les migrants et l’administration Trump. La situation est tendue entre les villes de Tijuana et de San Diego, où des centaines de migrants tentent de franchir la frontière et la colère s'accentue dans la population locale.
Le maire de Tijuana, Juan Manuel Gastelum, déclare de son côté une crise humanitaire. Il dit également que « nous ne disposons pas des infrastructures nécessaires pour aider ces gens, pour leur offrir un espace décent ».
Le 7 juin 2019, à la suite de menaces de représailles économiques émises par Donald Trump, le Mexique et les États-Unis se mettent d'accord sur une entente sur les migrations. Les migrants demandant l'asile aux États-Unis seront notamment renvoyés au Mexique le temps que leur demande soit examinée. De plus, dans la logique de cet accord, le Mexique accroîtra ses efforts pour stopper les migrants illégaux entrant par le sud du pays.

### Présidence de Joe Biden
Le 8 mars 2021, le secrétaire à la Sécurité intérieure des États-Unis, Alejandro Mayorkas, demande au personnel du département de la Sécurité intérieure  de se porter volontaire pour aider dans le cadre de la crise prenant place à la frontière, comme personnel de soutien, qualifiant la situation « d'écrasante ».
À la demande de Washington, le Mexique, le Guatemala et le Honduras ont renforcé depuis avril 2021 leur dispositif militaire pour tenter de bloquer les migrants. On compte ainsi 28 000 soldats et gardes nationaux déployés au sud et au nord du Mexique affectés à la lutte contre l’immigration.
Ce politique répressive oblige cependant les migrants à emprunter des routes de plus en plus dangereuses et renforce le pouvoir des organisations criminelles.
Les services migratoires américains ont arrêté 1,3 million de migrants ont été arrêtés entre janvier et septembre 2021. Pour sa part, le Mexique a enregistré près de 110 000 demandes d'asile au cours de la même période.

## Conséquences humanitaires
En chemin, les migrants doivent souvent payer des milliers de dollars à des passeurs et affronter de nombreux dangers : violences, enlèvements, viols et meurtres.
Une vingtaine de migrants sont assassinés en janvier 2021 dans l'État de Tamaulipas, dans le nord du pays. Douze policiers sont arrêtés pour leur participation probable au massacre.
Un camion dans lequel étaient entassés des migrants illégaux se renverse dans l’État du Chiapas (Mexique) début décembre 2021. Au moins 55 migrants sont tués et une centaine sont blessés. Les victimes étaient majoritairement originaires du Guatemala. Le président mexicain Lopez Obrador a demandé à la suite de la tragédie au gouvernement américain de changer sa politique migratoire, estimant que les actions répressives ne suffisaient pas et qu'une prise en compte "des problèmes de fond" était nécessaire.
Une quarantaine de migrants meurent noyés le 25 janvier dans le naufrage de leur embarcation au large de la Floride.

## Dans la culture
- Le film Sin nombre sorti en 2009 traite du sujet de l'immigration entre le Mexique et les États-Unis.